# Stephan Toussaint
Jean Christophe Stephan Toussaint ist ein mauritischer Politiker der Mouvement Socialiste Militant (MSM), der von 2017 bis 2019 Minister für Jugend und Sport war sowie seit 2019 Minister für Jugendförderung, Sport und Freizeit im Kabinett Pravind Jugnauth ist.

## Leben
Jean Christophe Stephan Toussaint absolvierte nach dem Schulbesuch ein Studium im Fach Französische Sprache an der Universität von Südafrika, das er mit einem Bachelor of Arts (B.A. French) beendete. Nach dem Erwerb eines Higher School Certificate war er als Lehrer an einer Weiterführenden Schule (Secondary School) tätig.
Toussaint wurde 2003 aktives Mitglied der Mouvement Socialiste Militant (MSM) und wurde bei Wahlen am 10. Dezember 2014 für die MSM innerhalb der Alliance Lepep und wurde mit 15.497 Stimmen (32 Prozent) und dem zweitbesten Ergebnis nach Adrien Charles Duval im Wahlkreis No. 17, Curepipe and Midlands erstmals zum Mitglied der Nationalversammlung gewählt. Nach den Wahlen fungierte er zunächst zwischen dem 23. Dezember 2014 und dem 23. Januar 2017 als Parlamentarischer Privatsekretär.
Am 24. Januar 2017 wurde Stephan Touissant im Kabinett Pravind Jugnauth zunächst Minister für Jugend und Sport und bekleidete dieses Amt bis zum 12. November 2019. Bei den Wahlen vom 7. November 2019 kandidierte er für die MSM innerhalb der L’Alliance Morisien im Wahlkreis No. 12, Mahebourg and Plaine Magnien mit 10.502 Stimmen (33,8 Prozent) lediglich den fünften Platz bei den drei zu vergebenden Sitzen. Er wurde allerdings als drittbester Verlierer gewählt, da die allgemeine Bevölkerung unterrepräsentiert war und er den zweithöchsten Stimmenanteil unter den nicht gewählten Kandidaten dieser Gemeinschaft hatte. Daraufhin wurde er wieder Mitglied der Nationalversammlung. Daraufhin wurde er am 12. November 2019 als Minister für Jugendförderung, Sport und Freizeit in das Kabinett Pravind Jugnauth berufen.